# Hamburg Sea Devils (NFL Europe)
| Hamburg Sea Devils                                               | Hamburg Sea Devils                                               |
| Gegründet 2005 – Aufgelöst 2007 Spielten in Hamburg, Deutschland | Gegründet 2005 – Aufgelöst 2007 Spielten in Hamburg, Deutschland |
| ---------------------------------------------------------------- | ---------------------------------------------------------------- |
| \| \| \| \| \| \|                                                |                                                                  |
| Teamfarben                                                       | Dunkelblau, Türkis, Weiß, Rot                                    |
| Liga                                                             |                                                                  |
| - NFL Europe NFL Europa (2007)                                   |                                                                  |
| Personal                                                         |                                                                  |
| Head Coach                                                       | Vince Martino                                                    |
| Erfolge                                                          |                                                                  |
| Meisterschaften (1) World Bowl 2007                              |                                                                  |
| Play-off-Teilnahmen (1) 2007                                     |                                                                  |
| Stadien                                                          |                                                                  |
| Volksparkstadion (Kapazität 57.000)                              |                                                                  |
|                                                                  |                                                                  |
|                                                                  |                                                                  |

Die Hamburg Sea Devils waren ein American-Football-Team, das von 2005 bis 2007 in der NFL Europa (NFLE) spielte. Das Team war der Nachfolger der Scottish Claymores, welche mit dem Ende der Saison 2004 den Spielbetrieb einstellten.

## Geschichte

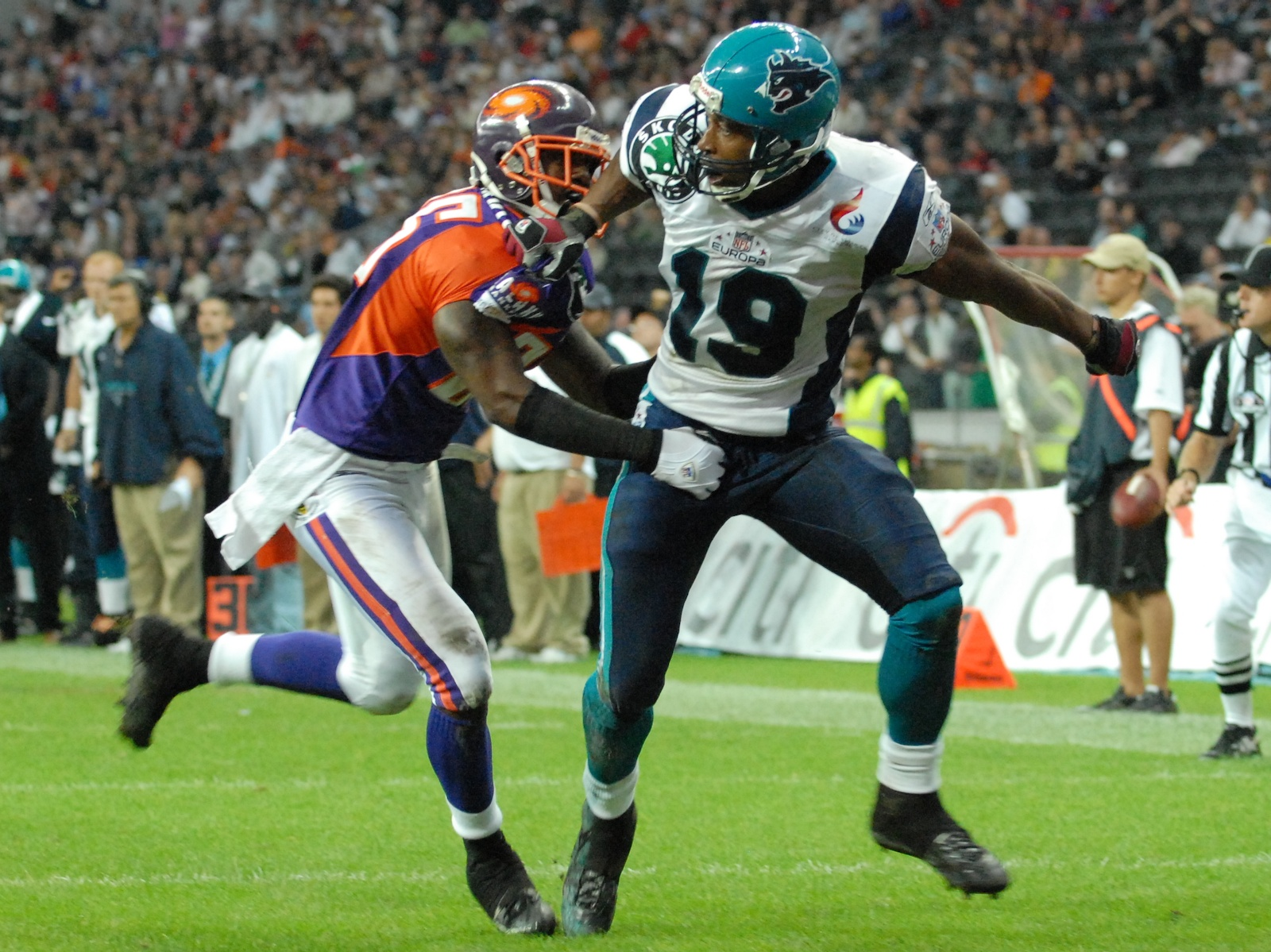
Wide Receiver Marcus Maxwell im World Bowl XV

Jahrelang hatte sich die NFLE um den Standort Hamburg bemüht, da dort die Hamburg Blue Devils seit Jahren sehr erfolgreich waren. Am 24. November 2004 benannte die NFL Europe die Hamburg Sea Devils als neues Team der Liga. Die Sea Devils trugen ihre Heimspiele im Volksparkstadion aus, das die Heimat des Fußball-Bundesligisten Hamburger SV ist und eine Kapazität von 57.000 Zuschauern hat. Das Training fand auf dem Trainingsgelände des GFL-Teams Hamburg Blue Devils am Hemmingstedter Weg statt.
Das Team spielte als neuntes europäisches Team in der 13-jährigen Geschichte der Liga, während Hamburg die 13. europäische Stadt war, in der NFLE-Spiele stattfanden.
Als Headcoach konnten die Hansestädter mit Jack Bicknell den erfahrensten Trainer der Liga für sich gewinnen. Bicknell war seit Gründung der World League 1992 als Coach in Europa aktiv gewesen und hatte mehr Spiele gewonnen als jeder andere Trainer in der Liga-Geschichte. Zuvor hatte El Caballero die Barcelona Dragons, mit denen er 1997 auch den World Bowl gewonnen hatte, und die Scottish Claymores gecoacht.
Nach Jack Bicknells Rücktritt als Head Coach der Hamburg Sea Devils, folgte ihm der bisherige Offensive Coordinator der Sea Devils Vince Martino.
Am 9. März 2005 wurde Kathrin Platz zur Geschäftsführerin der Sea Devils ernannt. Sie war damit die erste Frau an der Spitze eines NFL-Europe-Teams.
Am 16. April 2005 gelang es den Hamburg Sea Devils, als erstes nachträglich in die Liga gekommenes Team, schon am dritten Spieltag einen Sieg zu erzielen. Damit stellten sie einen neuen Rekord auf.
Als jüngstes Team der NFL Europa gewannen die Sea Devils am 23. Juni 2007 vor 48.125 Zuschauern in der Commerzbank-Arena in Frankfurt gegen die Frankfurt Galaxy mit 37:28 den letzten World Bowl XV.
Mit der Einstellung des Spielbetriebs der NFL Europa 2007 wurde das Team aufgelöst.
Vierzehn Jahre nach Auflösung der NFL Europe gelang es den Verantwortlichen der neuen European League of Football, die Namensrechte an den Sea Devils zu erwerben, so dass ein Team dieses Jahres in der ELF 2021 antrat.

## Spielzeiten
| Saison | Liga       | Platz | S  | N  | U | P+  | P-  | Postseason                           | Zuschauer |
| ------ | ---------- | ----- | -- | -- | - | --- | --- | ------------------------------------ | --------- |
| 2005   | NFL Europe | 4.    | 5  | 5  | 0 | 213 | 196 | –                                    | 17920000  |
| 2006   | NFL Europe | 5.    | 3  | 6  | 1 | 194 | 193 | –                                    | 15082000  |
| 2007   | NFL Europa | 1.    | 7  | 3  | 0 | 231 | 176 | WB Sieg gg. Frankfurt Galaxy (37:28) | 20874000  |
| Summe  | Summe      | Summe | 15 | 14 | 1 | 638 | 565 | World-Bowl-Sieg: 1                   | 17959000  |

## Bekannte Spieler
- Bastian Lano (Defensive Tackle, 2005)
- Eric Crouch (Safety, 2005 ehemaliger Heisman Trophy Winner)
- Scott McCready (Wide Receiver, 2005–2007)
- John David Washington (Runningback), Sohn von Denzel Washington, 2007 im Practice Squad der Sea Devils
- Dwain Chambers, (Wide Receiver), ehemaliger 100-Meter-Läufer (2007)
- Marcus Maxwell (Wide Receiver)
- Shawn Mayer (Safety)
- Casey Bramlet (Quarterback)
- Tony Hollings (Runningback)
- Brent Grimes (Cornerback)
- Philipp Stursberg (Linebacker)